# Parque Municipal do Maciço da Costeira
O Parque Municipal do Maciço da Costeira é uma unidade de conservação localizada no município brasileiro de Florianópolis.
Com área de 1.456 hectares, está localizado na região centro-oeste da Ilha de Santa Catarina, entre os bairros de Costeira do Pirajubaé, Rio Tavares, Lagoa da Conceição, Itacorubi, Córrego Grande e Pantanal. O relevo montanhoso que forma o Maciço da Costeira abriga rica flora, fauna e importantes mananciais de abastecimentos.
Foi criado pela Lei Municipal nº 4.605, de 1995. A intenção com a criação dessa unidade foi a de proteger uma série de mananciais de água em Florianópolis. De fato, nele encontram-se as nascentes dos cursos d'água que abastecem as bacias do Rio Itacorubi e do Rio Tavares, servindo de divisor de águas entre ambas.